# ボアルース長野
ボアルース長野（BOALUZ NAGANO）は、日本の長野県長野市をホームタウンとする、日本フットサルリーグ（Fリーグ）に加盟するフットサルクラブチーム。

## 概要
2011年3月、長野市で活動する数チームの有志で創設。チーム名のボアルースはポルトガル語のBoa(善い)と、Luz（光)を合わせた造語である。
トップチームは日本フットサルリーグ ディビジョン2（Fリーグ）に参入しており、北信越フットサルリーグ1部にはセカンドチームとなるボアルース長野・ヴェルメリオが参入している。

### ホームゲーム公式戦会場
2023-24シーズントップチーム公式戦開催会場は下記にて開催。
- ホワイトリング（長野市真島総合スポーツアリーナ）
- ことぶきアリーナ千曲（千曲市更埴体育館）

## 歴史
2011年3月に創設。同年の長野県フットサルリーグで優勝し、出場した北信越フットサルリーグ入替戦で勝利し、翌年の北信越フットサルリーグに昇格。
2015-2016シーズンに北信越フットサルリーグで初優勝した。
2017年にはFチャレンジリーグ2017-18に参戦。全7チーム中6位。
2018年1月18日、日本フットサルリーグ（Fリーグ）への加盟が承認され、2018-2019シーズンからの2部制導入により新設されるFリーグディビジョン2（F2）へ参加が承認された
2018-19シーズンはF2で11勝3敗の成績を残して優勝し、昇格プレーオフでもF1最下位のアグレミーナ浜松に勝利してF1昇格を決めた。
2019-20シーズンは初のトップディビジョンでの戦いであったが、0勝4分29敗と1勝も出来ず苦しみ、最下位の12位でシーズンを終えた。最下位はF2の2位とF1参入プレーオフを戦う予定だったが、ヴォスクオーレ仙台がF1ライセンスを剥奪されてF2に自動降格したことで、ボアルース長野はF1残留が決定した。
2020-21シーズンは2勝を挙げて最終節まで11位に位置、F1残留の可能性が高まったが、最終節に12位のY.S.C.C.横浜に勝ち点で並ばれ、得失点差で上回る横浜が11位、長野は2年連続で最下位の12位となった。この結果、F2覇者のトルエーラ柏と入替戦が行われるはずであったが、柏は2021シーズンにF1ライセンスの付与条件を満たせず、F2ライセンスが付与されたことで、入替戦の結果に関わらず柏は次シーズンもF2に参戦することになった。結果柏は入れ替え戦を辞退し、長野は2期連続でF1残留を決めた。
2021-2022シーズンは途中で監督が柄沢に交代(3シーズンぶりの復帰）でチームのまとまりを取り戻し、F1参戦以降初の連勝を果たすなどレベルアップはしたが、最下位に終わり再び入れ替え戦に回る。コロナウイルス感染の影響で二回延期された、しながわシティ（旧・トルエーラ柏）とのF1/F2入れ替え戦は第一戦を1-2で落とした第二戦、前半0-2とリードされるも後半開始からのパワープレーで3点を奪い、二試合合計スコアは4-4も同点の場合は上位リーグが残留の規定により残留を決める。
2022-2023シーズンは前年と逆で最終盤に連敗して、11位のバサジィ大分に勝ち点差1及ばず4年連続で最下位に終わり、再びしながわシティとのF1/F2入れ替え戦に回った。第1戦1-4で負けると第2戦は2-0で先制しながらその後、3連続失点で逆転を許し3-4で敗れて4シーズン守り続けたF1からの陥落が決まった。
2023-2024シーズンはF2リーグでの参戦となったが、序盤戦にヴォスクオーレ仙台に敗れるなど1勝1敗1分けと調子が上がらず苦戦する。7月以降は復調しリガーレヴィア葛飾に引分けた以外は全て勝利するが、結果的にはこの引分けが大きく響き、最終成績では13勝1敗2分けで、得失点差では他チームを大きく上回ったものの、14勝1敗1分けで逃げ切ったヴォスクオーレ仙台に勝ち点2及ばず、2024-25シーズンもF2で戦う事になった。
2024-2025シーズンもF2リーグでの参戦となったが、エスポラーダ北海道との優勝争いを制し優勝。2025-26シーズンからのF1復帰が決まった。

## 成績

### トップチーム
| 年度    | 所属        | 順位        | 勝点 | 試合 | 勝 | 分 | 敗 | 得 | 失  | 得失 | Fリーグ オーシャンカップ                 | 全日本選手権    | 監督              | 備考                         |
| 2017-18 | Fチャレンジ | 6位 （7）   | 13   | 12   | 4  | 1  | 7  | 30 | 64  | -34  | 不参加                                   | 1次ラウンド敗退 |                   |                              |
| 2018-19 | F2          | 優勝（8）   | 33   | 14   | 11 | 0  | 3  | 63 | 27  | +36  | 2回戦敗退                                | 1回戦敗退       | 柄沢健            | F1参入プレーオフを経てF1昇格 |
| 2019-20 | F1          | 12位 （12） | 4    | 33   | 0  | 4  | 29 | 56 | 209 | -153 | 1回戦敗退                                | 大会中止        | 横澤直樹          |                              |
| 2020-21 | F1          | 12位 （12） | 9    | 22   | 2  | 3  | 17 | 45 | 111 | -66  | 新型コロナウイルス感染症の影響で大会中止 | 4回戦敗退       | 横澤直樹          |                              |
| 2021-22 | F1          | 12位 （12） | 11   | 22   | 3  | 2  | 17 | 38 | 79  | -41  | 新型コロナウイルス感染症の影響で大会中止 | 1回戦敗退       | 横澤直樹 / 柄沢健 | 入替戦の結果F1残留           |
| 2022-23 | F1          | 12位 （12） | 9    | 22   | 3  | 0  | 19 | 36 | 82  | -46  | 準々決勝敗退                             | 2回戦敗退       | 柄沢健            | 入替戦の結果F2降格           |
| 2023-24 | F2          | 2位（9）    | 41   | 16   | 13 | 2  | 1  | 83 | 32  | 51   | 準々決勝敗退                             | ２回戦敗退      | 山蔦一弘          |                              |
| 2024–25 | F2          | 優勝 (10)   | 50   | 18   | 16 | 2  | 0  | 68 | 24  | 44   |                                          |                 | 山蔦一弘          | F1自動昇格                   |

## 選手

### 2022-23シーズン所属選手
- 1 GK  長田侑大（特別指定選手）
- 6 FP  金須恭弥
- 7 FP  岡本生成
- 8 FP  田口友也
- 9 FP  田村佳翔
- 10 FP  山田翔司
- 12 FP  松永翔
- 14 FP  松原祥太
- 16 FP  渡辺大輔

- 19 GK  山口友輔
- 20 FP  増山太一
- 21 GK  岡島工
- 23 FP  中嶋脩太郎
- 24 FP  町田大空（特別指定選手）
- 27 FP  玉井勇輝（特別指定選手）
- 41 FP  米村尚也
- 66 FP  中村亮太
- 81 FP  田中智基